# Sangrur (huyện)
Huyện Sangrur là một huyện thuộc bang Punjab, Ấn Độ. Thủ phủ huyện Sangrur đóng ở Sangrur. Huyện Sangrur có diện tích 5021 ki lô mét vuông. Đến thời điểm năm 2001, huyện Sangrur có dân số 1998464 người.